# Гуарда (округ)
О́круг Гуа́рда, або Гуа́рдинський о́круг (порт. Distrito da Guarda) — округ у Португалії. Окружний адміністративний центр — місто Гуарда. Розташований в східній частині країни. Складова регіонів Центр і Північ. За старим адміністративним поділом, що був чинним до 1976 року, територія округу належала провінціям Верхня Бейра і Трансмонтана і Верхнє Дору. Площа — 5518 км². Поділяється на 14 муніципалітетів і 242 парафії. Населення — 168 898 ос. (2011), густота населення — 30,61 осіб/км²
. Код ISO 3166-2 — PT-09. У складі округу є міська агломерація Велике Візеу.

## Географія
На півночі межує з округом Браганса, на заході — з округом Візеу, на південному заході — з округом Коїмбра, на півдні — з округом Каштелу-Бранку, на сході — з Іспанією.

## Муніципалітети
1. Агіар-да-Бейра
2. Алмейда
3. Віла-Нова-де-Фош-Коа
4. Говея
5. Гуарда
6. Мантейгаш
7. Меда
8. Піньєл
9. Сабугал
10. Сея
11. Селоріку-да-Бейра
12. Транкозу
13. Фігейра-де-Каштелу-Родригу
14. Форнуш-де-Алгодреш